# Макинтайр, Марвин Джей
Марвин Джей Макинтайр (англ. Marvin J. McIntyre; род.  1948) — американский актёр. Благодаря своей харизме и типажу исполнял роли трагикомических персонажей. Наиболее известен ролью Трумана Спаркса в комедии Фанданго. Российскому зрителю известен ролью Дюка в фильме Короткое замыкание, имевшим популярность в СССР и ролью Гарольда Вайса в фильме Бегущий человек.

## Биография
Марвин Макинтайр родился в 1948 году на территории штата Кентукки. В 1953 году его семья переехала в штат Виргиния. Детство и юность Марвин провел в маленьком городе Клифтон, население которого составляло несколько сотен человек. Посещал школу WT Woodson High School в городе Фэрфакс, которую окончил в 1966 году. В школьные годы Макинтайр считался местным шутом, благодаря чему в старших классах начал посещать школьный театральный кружок и выступать на сцене. После окончания школы, Макинтайр переехал в Нью-Йорк, где поступил в школу актерского мастерства, получил образование и стал членом гильдии киноактеров США, после чего переехал в Лос-Анджелес, штат Калифорния, решив заняться кинокарьерой.

## Кинокарьера
Превую эпизодическую роль Макинтайр исполнил в фильме The Great Texas Dynamite Chase в 1976 году. В 1980 году Макинтайр познакомился с Кевином Рейнолдсом, будущим известным режиссером, который предложил Макинтайру исполнить роль незадачливого хиппи по имени Труман Спаркс в короткометражном фильме «Доказательство», который стал дипломной работой Рейнолдса. Персонаж Макинтайра стал запоминающимся в фильме. Первую значительную  роль Марвин исполнил в фильме Агенты Сокол и Снеговик, после чего он получил предложение снова исполнить роль Трумана Спаркса в фильме Фанданго. Стивен Спилберг оценил студенческую короткометражку Кевина Рейнолдса и предложил ему создать сценарий и снять полноценный фильм.
Фильм, вышедший на экраны в 1985 году не имел коммерческого успеха, но получил признание критиков, что дало толчок развитию кинокарьеры актерам исполнившими роли в фильме, в том числе  Макинтайру. Впоследствии фильм получил статус культового а его персонаж был признан одним из самых запоминающихся. В том же году Марвин снялся в фильмах Сильверадо, Бледный всадник. В 1986 году на экраны вышел фильм Короткое замыкание, в котором Макинтайр исполнил заметную, но второплановую роль. Фильм имел коммерческий успех и получил большую популярность среди поклонников научной фантастики.
На волне успеха Макинтайр снялся в фильмах Проект Икс, Возвращение в школу ужасов, после чего исполнил роль Гарольда Вайса в фильме Бегущий человек с Арнольдом Шварценеггером в главной роли, участие в котором принесло Марвину Макинтайру известность. Пик популярности актера пришел на эти годы. Однако из-за своего амплуа в последующие годы актеру пришлось исполнять второплановые, а порой эпизодические роли. В конце 1980-х Макинтайр исполнил небольшие роли в фильмах Президио, Близнецы, Назад в будущее 3. В начале 1990-х он снялся в нескольких фильмах с неплохим актерским составом, но которые провалились в прокате, после чего его карьера пошла на спад. В середине 1990-х он ушел на телевидение, где снимался в фильмах категории В и сериалах. В этот период наибольшего успеха он достиг играя в сериале Найтмэн. Персонаж Макинтайра был одним из самых запоминающихся, вследствие чего он его еще раз сыграл в полнометражном фильме, снятом в 1997 году. Последнюю роль Марвин Макинтайр исполнил в сериале Детектив Нэш Бриджес в 2001 году, после чего из-за болезни матери и в связи с другими семейными обстоятельствами был вынужден вернуться в штат Виргиния и завершить карьеру в кино.